# Glottrastenen
Glottrastenen är en rest sten eller bautasten i Svennevads socken i Hallsbergs kommun. Den är 2,5 meter hög och en meter bred och är därmed Närkes största bautasten. Den står lättillgängligt längs med Glottra byväg, 100 meter från riksväg 51 mellan Örebro och Norrköping. Glottrastenen restes troligen under järnåldern. Den ingår i ett gravfält som även omfattar cirka 19 stensättningar, varav 18 är runda till formen. En stensättning avviker, dels för att den är kvadratisk och dels för att den är större (8 meter i sidan). I nära omgivning till gravfältet på andra sidan vägen finns även flera odlingsrösen. 
Knappt två kilometer söder om Glottrastenen, utmed riksväg 51 och vid infarten mot Haddebo och Södra Glottra, ligger Svenders sten som är en något mindre bautasten, knappt en meter hög. Den är omgiven av fyra stensättningar, varav en av dem är tresidig och mäter 8 meter i sidan.
Glottrastenen är enligt sägnen rest efter drottning Glottra, medan Svenders sten restes efter kung Svender.